# Di chúc Hitler

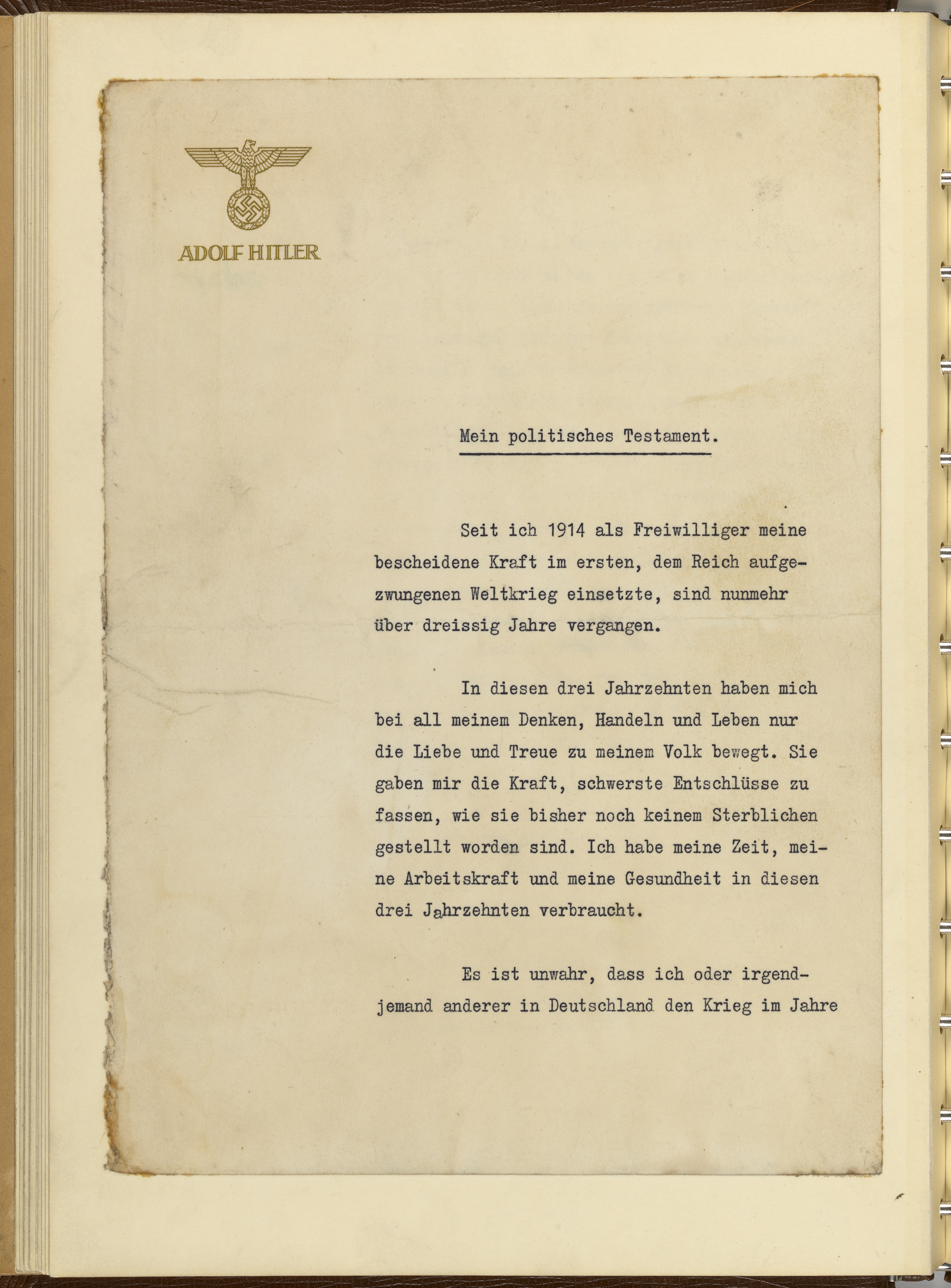
Trang đầu của di chúc chính trị

Adolf Hitler, thủ tướng và nhà độc tài Đức từ năm 1933 đến năm 1945, lập di chúc tại Führerbunker vào ngày 29 tháng 4 năm 1945, một ngày trước khi ông tự sát cùng với vợ mình, Eva Braun.
Di chúc chính trị của Hitler (Mein politisches Testament) gồm hai phần. Phần đầu phủ nhận cáo buộc gây chiến, bày tỏ lòng biết ơn đối với nhân dân Đức và kêu gọi họ tiếp tục đấu tranh. Phần hai tuyên bố Heinrich Himmler và Hermann Göring là những kẻ phản bội và vạch ra kế hoạch thành lập một chính phủ mới dưới quyền Karl Dönitz. Traudl Junge, thư ký của Hitler, cho biết Hitler đã ghi chép sẵn trước khi đọc di chúc và có khả năng là Joseph Goebbels giúp Hitler viết di chúc.
Hitler đọc cho Junge viết Di chúc chính trị và Di chúc riêng vào những ngày cuối đời của ông và ký hai di chúc vào ngày 29 tháng 4 năm 1945. Những tài liệu này hoàn toàn khác với một tài liệu gây tranh cãi có tên là Di chúc của Adolf Hitler.

## Nội dung

### Di chúc riêng
Hitler lập di chúc riêng lúc 04:00 ngày 29 tháng 4. Di chúc riêng thừa nhận cuộc hôn nhân của Hitler—nhưng không nêu tên Eva Braun—và tuyên bố rằng hai người thà chết chứ không chịu sự ô nhục của việc phế truất hoặc đầu hàng. Di chúc riêng yêu cầu hỏa táng thi thể của họ và phân chia di sản của Hitler như sau:
- Bộ sưu tập nghệ thuật của ông được giao cho "một phong trưng bày ở quê hương Linz của tôi trên sông Danube;"[6]
- Những đồ vật "có giá trị tình cảm hoặc cần thiết để sống giản dị khiêm tốn" được chia cho "anh chị em", mẹ của Eva Braun và "các đồng nghiệp trung thành" như "các thư ký cũ" và bà quản gia [Anni] Winter; tuy nhiên, thư ký thân cận Martin Bormann "được phép lấy mọi đồ vật có giá trị tình cảm hoặc cần thiết để sống giản dị khiêm tốn".[7]
- Những di sản khác có giá trị được giao cho Đảng Quốc Xã. Trong trường hợp đảng không còn thì giao cho Nhà nước.[6] Trong trường hợp Nhà nước cũng không còn thì "tôi không có quyết định thêm nào".[7]

Bormann được chỉ định làm người thực hiện di chúc và "được trao toàn quyền quyết định mọi việc". Bormann, Goebbels và Đại tá Nicolaus von Below làm chứng cho việc lập di chúc riêng.

### Di chúc chính trị
Hitler lập di chúc chính trị cùng lúc với di chúc riêng lúc 04:00 ngày 29 tháng 4 năm 1945. Di chúc chính trị gồm hai phần. Phần đầu trình bày động cơ của ông trong ba thập kỷ kể từ khi tình nguyện tham gia Chiến tranh thế giới thứ nhất, nhắc lại tuyên bố của ông rằng cả ông "và bất kỳ ai khác ở Đức đều không muốn chiến tranh vào năm 1939", nêu lý do tự sát và ca ngợi, bày tỏ lòng biết ơn đối với nhân dân Đức vì sự ủng hộ và những thành tựu của họ. Phần đầu cũng tuyên bố rằng ông cố gắng ngăn Chiến tranh thế giới thứ hai và quy trách nhiệm cho "người Do Thái quốc tế và bè cánh của họ." Hitler tuyên bố sẽ không "từ bỏ Berlin [...] mặc dù lực lượng quá nhỏ để cố thủ." Ông bày tỏ ý định thà chết chứ không "rơi vào tay kẻ thù" và "quần chúng" cần "một cảnh tượng do người Do Thái sắp đặt." Phần đầu kết thúc với lời kêu gọi Đức tiếp tục "hy sinh", "đấu tranh" và hy vọng phong trào Quốc Xã sẽ được phục hưng và hiện thực hóa một "cộng đồng nhân dân thực sự (Volksgemeinschaft)."
Phần hai vạch ra kế hoạch của Hitler đối với chính phủ Đức, Đảng Quốc Xã sau khi ông qua đời và chỉ định người kế nhiệm. Thống chế Đế chế Hermann Göring bị khai trừ khỏi đảng và cách mọi chức vụ nhà nước. Hitler cũng hủy bỏ sắc lệnh năm 1941 chỉ định Göring là người kế nhiệm trong trường hợp ông qua đời và chỉ định Đại Đô đốc Karl Dönitz làm tổng thống, tổng tư lệnh Wehrmacht. Thống chế SS, Bộ trưởng Nội vụ Heinrich Himmler cũng bị khai trừ khỏi đảng và cách mọi chức vụ nhà nước vì cầu hòa với Khối Đồng Minh mà không thông báo Hitler và không được cho phép. Hitler tuyên bố Himmler và Göring đều là những kẻ phản bội.
Hitler chỉ định những người sau đây làm thành viên Nội các mới:
- Tổng thống (Reichspräsident), Tư lệnh tối cao Wehrmacht (Oberster Befehlshaber der Wehrmacht), Bộ trưởng Chiến tranh (Kriegsminister) và Tổng tư lệnh Hải quân (Oberbefehlshaber der Kriegsmarine): Đại đô đốc Karl Dönitz
- Thủ tướng (Reichskanzler): Joseph Goebbels
- Bộ trưởng Đảng (Parteiminister): Martin Bormann
- Bộ trưởng Ngoại giao (Aussenminister): Arthur Seyss-Inquart
- Bộ trưởng Nội vụ (Innenminister): Gauleiter Paul Giesler
- Tổng tư lệnh Lục quân (Oberbefehlshaber des Heeres): Thống chế Ferdinand Schörner
- Tổng tư lệnh Không quân (Oberbefehlshaber der Luftwaffe): Thống chế Robert Ritter von Greim
- Thống chế SS và Cục trưởng Cảnh sát (Reichsführer-SS und Chef der Deutschen Polizei): Gauleiter Karl Hanke
- Bộ trưởng Kinh tế (Wirtschaft): Walther Funk
- Bộ trưởng Nông nghiệp (Landwirtschaft): Herbert Backe
- Bộ trưởng Tư pháp (Justiz): Otto Georg Thierack
- Bộ trưởng Văn hóa (Kultur): Bác sĩ Gustav Adolf Schee
- Bộ trưởng Tuyên truyền (Propaganda): Werner Naumann
- Bộ trưởng Tài chính (Finanzen): Lutz Graf Schwerin von Krosigk
- Bộ trưởng Lao động (Arbeit): Theo Hupfauer [de]
- Bộ trưởng Quân nhu (Rüstung): Karl Saur
- Lãnh đạo Mặt trận Lao động Đức và thành viên Nội các (Leiter der Deutschen Arbeitsfront und Mitglied des Reichskabinetts: Reichsminister): Tiến sĩ Robert Ley

Goebbels, Bormann, Thượng tướng Wilhelm Burgdorf và Thượng tướng Hans Krebs làm chứng cho việc lập di chúc chính trị.
Chiều ngày 30 tháng 4, một ngày rưỡi sau khi lập di chúc, Hitler và Braun tự sát. Trong vòng hai ngày tới, Goebbels, Burgdorf và Krebs cũng tự sát. Số phận của Bormann là một bí ẩn trong nhiều thập kỷ cho đến khi hài cốt của ông được xác định vào năm 1998, cho thấy rằng ông đã chết trong khi chạy trốn khỏi Hồng quân Liên Xô đang bao vây Berlin.

## Lịch sử
Ba người được giao nhiệm vụ mang di chúc của Hitler ra khỏi Führerbunker đang bị bao vây để lưu truyền cho hậu thế. Phó tùy viên báo chí Heinz Lorenz lấy vỏ bọc là một nhà báo từ Luxembourg và bị quân Anh bắt giữ. Ông tiết lộ danh tính của hai người còn lại: Willy Johannmeyer, phụ tá quân đội của Hitler, và SS-Standartenführer Wilhelm Zander, phụ tá của Bormann. Zander dùng bí danh "Friedrich Wilhelm Paustin" và bị bắt giữ cùng với Johannmeyer tại vùng chiếm đóng của Hoa Kỳ. Phía Hoa Kỳ tịch thu hai bản sao của di chúc và phía Anh sở hữu một bản. Toàn văn di chúc của Hitler được công bố trên báo chí Mỹ và Anh vào tháng 1 năm 1946. Tuy nhiên, Bộ trưởng Ngoại giao Anh Ernest Bevin đề nghị hạn chế công bố di chúc vì lo sợ chúng có thể trở thành vật thờ cúng của người Đức. Mặc dù di chúc đã được công khai nhưng phía Hoa Kỳ đồng ý không công bố thêm nữa. Di chúc và giấy chứng nhận kết hôn của Hitler được trình lên Tổng thống Hoa Kỳ Harry S. Truman. Một bộ được trưng bày tại Trung tâm Lưu trữ quốc gia I ở Washington, D.C. trong nhiều năm.
Bản gốc của di chúc Hitler hiện đang được lưu giữ trong hầm an toàn tại Trung tâm Lưu trữ quốc gia College Park ở Maryland, Hoa Kỳ.

## Kết cục
Cả bốn người làm chứng cho việc lập di chúc chính trị đều qua đời ngay sau đó: Goebbels và vợ tự sát, Burgdorf và Krebs cũng tự sát vào đêm ngày 1 tháng 5 trong hầm trú ẩn. Vẫn chưa xác định được thời gian và địa điểm tử vong chính xác của Bormann; hài cốt của ông được phát hiện gần hầm trú ẩn vào năm 1972 và được xác định bằng phân tích ADN vào năm 1998. Có giả thuyết rằng ông chết vào cùng đêm khi cố gắng trốn thoát khỏi Führerbunker.
Di chúc chính trị của Hitler không được Chính phủ Flensburg thực hiện triệt để. Albert Speer tiếp tục giữ chức bộ trưởng quân nhu và Franz Seldte tiếp tục làm bộ trưởng lao động. Lutz Graf Schwerin von Krosigk thay thế Seyss-Inquart làm bộ trưởng ngoại giao. Sau khi Goebbels tự sát, Schwerin von Krosigk tạm thời trở thành bộ trưởng lãnh đạo (chức vụ tương đương với thủ tướng) nhưng từ chối chức vụ này một ngày sau đó.
Cả ba "thư ký cũ" của Hitler được thừa kế một số di sản của ông theo di chúc đều bị bắt giữ. Johanna Wolf và Christa Schroeder bị bắt vào tháng 5 năm 1945 và Gerda Christian bị bắt vào tháng 3 năm 1946. Traudl Junge, thư ký trẻ nhất của Hitler và là người đánh máy di chúc, bị bắt vào tháng 6 năm 1945.
Năm 1952, Paula Hitler, em gái của Hitler, bị từ chối quyền thừa kế theo di chúc của Hitler vì ông chưa được tuyên bố là đã chết vào thời điểm đó.

### Trích dẫn
1. ↑  Nilsson 2018, tr. 871–891.
2. ↑  Kershaw 2001, tr. 1024–1025, fn 121.
3. 1 2 3  Kershaw 2008, tr. 950.
4. ↑  McDonough 2021, tr. 566–567.
5. ↑  Hitler 1945a.
6. 1 2  McDonough 2021, tr. 566.
7. 1 2 3 4  International Military Tribunal 2019, tr. 259–260.
8. ↑  Kershaw 2008, tr. 948, 950.
9. ↑  Kershaw 2008, tr. 948.
10. 1 2  Hitler 1945b.
11. 1 2 3  Kershaw 2008, tr. 949.
12. ↑  Kershaw 2008, tr. 949, 950.
13. ↑  Evans 2008, tr. 724.
14. ↑  Hitler 1945b; NS-Archiv
15. ↑  Kershaw 2008, tr. 953–955.
16. ↑  Whiting 1996, tr. 98–99, 101, 127, 144.
17. ↑  Miller 2006, tr. 154.
18. ↑  Lang 1979, tr. 417.
19. ↑  Eckert 2012, tr. 46–47.
20. ↑  Bradsher 2016.
21. ↑  Beevor 2002, tr. 383.
22. ↑  Hillmann & Zimmermann 2014, tr. 45–50.
23. ↑  O'Donnell 1978, tr. 271, 274, 291.
24. ↑  Joachimsthaler 1999, tr. 281, 291, 293.
25. ↑  Beevor 2002, tr. 343, 344.
26. ↑  Joachimsthaler 1999, tr. 290–291.
27. ↑  Joachimsthaler 1999, tr. 10.